# Antonio P. Motti
Antonio "El Gordo" P. Motti (Buenos Aires, Argentina; ? - Ibidem; 11 de enero de 1981) fue un productor de cine y empresario teatral argentino.

## Carrera
Pese a que en los últimos años había estado muy vinculado a la producción de espectáculos teatrales en Mar del Plata, donde desde 1953 dio gran impulso a esa actividad, integrando elencos con figuras de atracción televisiva, especialmente con las "Compañías de los galanes", a principios de la década del '60 había incursionado en la producción cinematográfica.
Fue un gran exhibidor con salas en Buenos Aires, en el Gran Buenos Aires, y en la Costa Atlántica hasta que estableció una distribuidora llamada Araucania Films SRL. A la producción llegó de la mano de Armando Bó, como uno de los productores asociados junto con Luis Di Tore y Bautista Peinetti. Su primer proyecto producido, El trueno entre las hojas, primer filme protagonizado por Isabel Sarli y Armando Bó se convirtió en una gran éxito. Esto le llevó a producir la segunda película de la pareja, Sabaleros.
En cine tuvo una destacada trayectoria como director de producción en las películas Orden de matar de 1964, bajo la dirección de Román Viñoly Barreto, protagonizada por Jorge Salcedo y Setenta veces siete. Trabajó bajo la dirección de grandes como Leopoldo Torre Nilson, Conrado Diana, René Mugica y Enrique Carreras.
En teatro trabajó en el Teatro Provincial, donde se estrenó la obra Noche y la Diaz.
Además integró el jurado del Festival Internacional de cine de Mar del Plata de 1964 como protesorero.

## Filmografía
Como productor y distribuidor cinematográfico:
- 1964: Tres alcobas.
- 1963: Cuarenta años de novios.
- 1963: Barcos de papel.
- 1962: Disloque en Mar del Plata.
- 1962: Setenta veces siete.
- 1962: Orden de matar.
- 1960: El centroforward murió al amanecer.
- 1959: Sabaleros.
- 1958: El trueno entre las hojas.
- 1953: Honrarás a tu madre.